# 安徽博物院

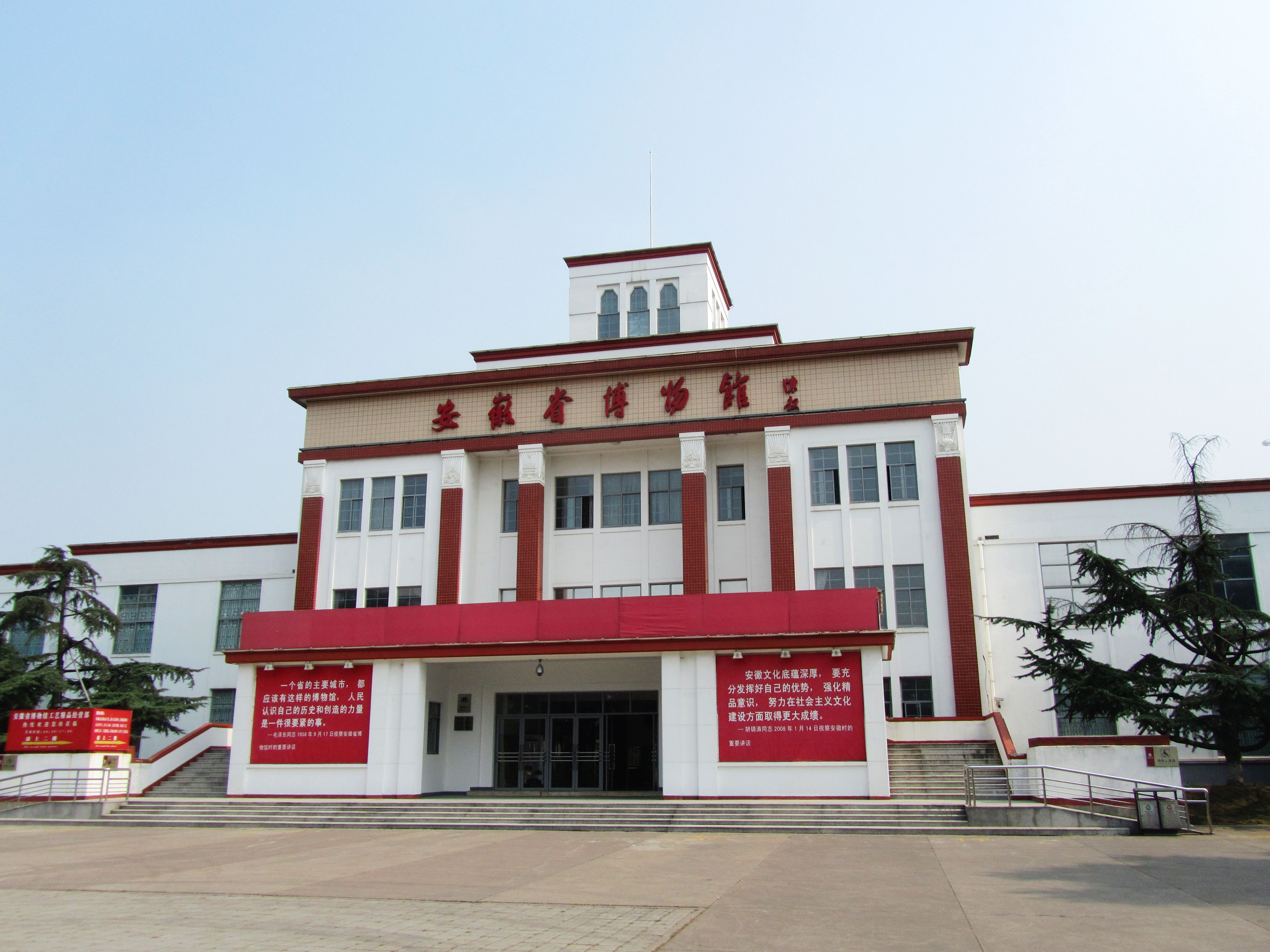
旧館（全国重点文物保護単位）

安徽博物院（あんきはくぶついん）、旧称:安徽省博物館は、中国の安徽省にある自然・歴史・社会教育のための省級総合博物館である。旧館は合肥市廬陽区安慶路268号に位置し、占有面積はおよそ70ムー。新館は合肥市蜀山区懐寧路に位置する。

## 歴史
安徽省博物館の前身は、中華人民共和国建国当初に合肥に建てられた合肥科学館・皖北文管会と、蕪湖に建てられた蕪湖科学館・皖南文物館である。1953年4月23日、これらの組織が統合され、安徽省博物館準備処が発足した。1954年8月、面積11580平方メートルの陳列館ビルの建設が開始され、1956年2月に工事が完了し、同年11月14日に正式に安徽省博物館が発足した。1956年完成の旧館は2013年に全国重点文物保護単位に登録された。新館は2011年に完成した建物である。2010年に「安徽省博物館」から「安徽博物院」に改名された。

## 所蔵品と展示

### 青銅器
- 鳳紋銅方鼎
- 鋳客銅鼎、またの名を「楚大鼎」
- 蔡侯銅編鐘
- 鄂君啓金節

### 金銀器
- 「宜子孫」鐘形金飾

## 交通

### 旧館

#### バス
- 2・234・300・901・903路：博物館停留所下車。
- 13・112・114・123・126・132・136・162・166・168・232・801・706路：城隍廟停留所下車、南へ安慶路に入り、さらに西に8メートル。
- 1・3・9・13・17・110・112・115・116・122・124・126・132・133・162・701路：三孝口停留所下車、北へ100メートル。

#### 鉄道
- 合肥軌道交通2号線、5号線三孝口駅から220メートル。

### 新館

#### バス
- 113路：地質博物館停留所下車。
- 129・105路：省博物院南門停留所下車、北へ10メートル。
- 20・32・103・128・166路：平塘停留所下車、東へ500メートル。

#### 鉄道
- 合肥軌道交通3号線省博物館駅から500メートル。

## 開館時間
- 火曜日から日曜日は、9:00 - 17:00（16:00より入場停止）開放。
- 月曜日（祝日以外）は閉館日。